# Selma Benziada
Selma Benziada (în arabă سلمى بن زيادة) este o comună din provincia Jijel, Algeria.
Populația comunei este de 920 de locuitori (2008).